# 부산항시설관리센터
부산항시설관리센터(釜山港施設管理-)는 부산항 항만시설의 관리 및 경비·보안 등의 업무를 담당하는 사단법인이다. 부산광역시 중구 충장대로24 2층에 위치에 있다. 부산항부두관리공사 민영화 이후 출범한 사단법인이다.

## 설립 근거
- 「항만법」제88조제1항[1]

## 연혁
- 1969년: ‘(사)부산항부두관리협회’창립
- 1992년: ‘항만관리법인’으로 지정
- 2002년: ‘부산항부두관리공사(부공)’로 명칭 변경
- 2009년: 정부의 ‘공기업선진화계획’에 의거 민영화, 부산항부두관리공사 해산, 부산항부두관리주식회사 설립
- 2014년 1월 1일: (사)부산항시설관리센터 출범